# Avafors
Avafors är en by i Råneå socken i nordöstra delen av Luleå kommun. Byn är ett stationssamhälle längs järnvägen mellan Boden och Haparanda. Idag bor ett 20-tal personer i byn. Söder om byn finns en gammal masugnsruin. Där pågick järnbrukshantering i mitten av 1800-talet.

## Galleri

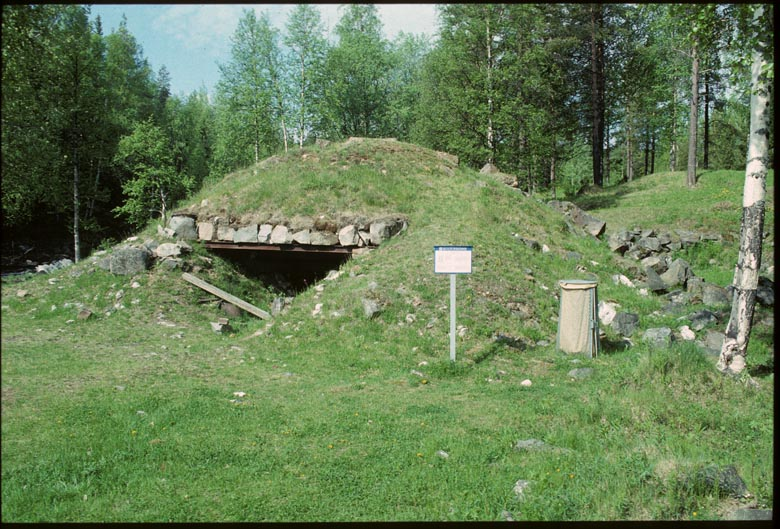
Avafors masugnsruin.
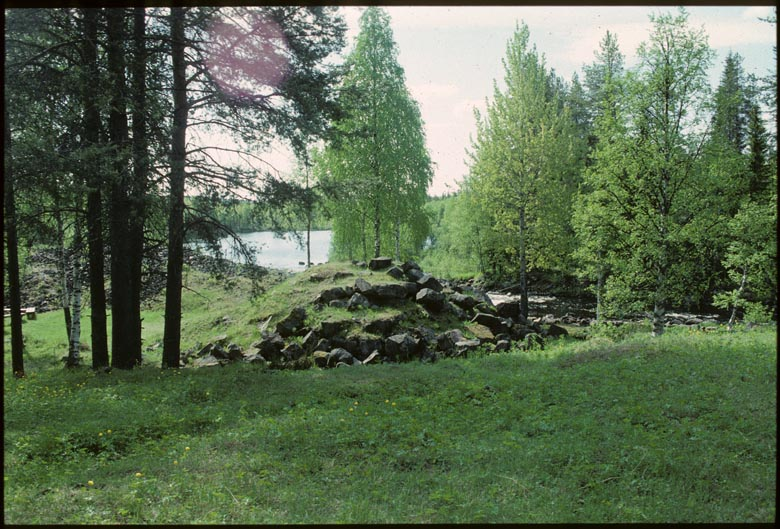
Flygfoto över ruinområdet.
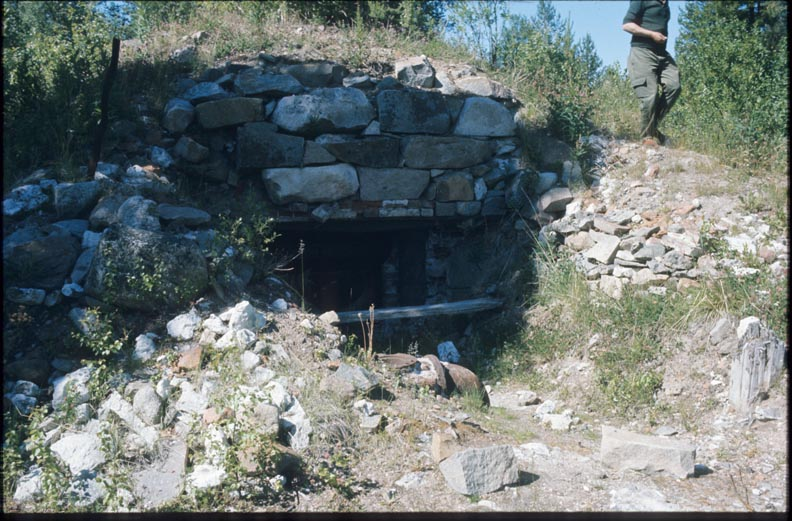
Ruinerna.